# NGC 2634
NGC 2634 في الفهرس العام الجديد، هي مجرة، تقع في كوكبة الزرافة. اكتشفت في 11 أغسطس 1882 بواسطة فيلهلم تمبل.

## روابط خارجية
- NGC 2634 على موقع ويكي سكاي: DSS2, SDSS, GALEX, IRAS, Hydrogen α, X-Ray, Astrophoto, Sky Map, Articles and images